# Cercospora aurantia
Cercospora aurantia är en svampart som beskrevs av Heald & F.A. Wolf 1911. Cercospora aurantia ingår i släktet Cercospora och familjen Mycosphaerellaceae.   Inga underarter finns listade i Catalogue of Life.